# Tinamou barré
Crypturellus casiquiare
Espèce
Statut de conservation UICN

 LC  : Préoccupation mineure
Le Tinamou barré (Crypturellus casiquiare) est une espèce d'oiseaux de la famille des Tinamidae.

## Répartition
Cet oiseau vit en Colombie et au Venezuela.